# Közönséges pagodafa
A közönséges pagodafa vagy japánakác (Styphnolobium japonicum, korábban Sophora japonica) a hüvelyesek (Fabales) rendjébe, ezen belül a pillangósvirágúak (Fabaceae) családjába tartozó, Kelet-Ázsiában őshonos, azonban hazánkban is jól ismert és gyakran ültetett, nagytermetű, lombhullató fafaj.

## Elnevezése
A japánakác név több szempontból is megtévesztő: a faj nincs közvetlen rokonságban a magyarul „akác”-nak nevezett fehér akáccal (Robinia pseudoacacia), habár egy családba (Fabaceae) és alcsaládba (Faboideae) tartozik vele. A név továbbá azért félrevezető, mert a japánakác nem őshonos Japánban – Kína és Korea az őshazája –, ugyanakkor már az ókorban meghonosították a szigetországban.
A faj tudományos neve, a Sophora az arab sufayra szóból származik, amely valamilyen fatermetű hüvelyes növényt jelölt (pontosabban nehezen meghatározható). Carl Linné a nevet a japánakácra alkalmazta. A fajt újabban elválasztják a többi Sophora fajtól, és a Styphnolobium nemzetségbe sorolják. A Styphnolobium jelentése a görög sztüphnosz ’fanyar’ és lobosz ’karéj’ szavak alapján ’fanyar karéjú’, amely több rekeszből („karéjból”) álló húsos hüvelytermésének rossz ízére utal.

## Elterjedése
Északkelet-Kínában és Koreában őshonos. Neve ellenére Japánban eredetileg nem élt, később honosították meg. Eredeti élőhelyén jellemzően az alacsonyabb – 800 méternél nem magasabb – hegyvidékek fája, azonban a páradús tengerparti síkságokon nem fordul elő. Első magvait 1747-ben hozták Franciaországba, ahonnan Európa-szerte elterjedt, és kedvelt díszfává vált. Ma a világ számos táján – Európától Dél-Afrikán át Ázsiáig – sokfelé ültetik.

## Leírása
Általában 20 méter magasra nő. Törzse enyhén hajlott, és vastag, erős ágakra bomlik. Lombkoronája széles és boltozatos. Kérge viszonylag sokáig sima marad, idősebb korábban mély, hosszanti repedések jelennek meg rajta. Fiatal hajtásai hengeresek, finoman szőrözöttek, később megkopaszodnak. Sokáig, 3–4 éves korukig zöldek maradnak, fehér paraszemölcsök fejlődnek felületükön, majd ezután barnulnak meg. A fiatal hajtások megtörve sajátos szagot árasztanak. A rügyek kicsik, lombhullásig a kiszélesedő levélalap takarja őket. Jól megkülönbözteti a fehér akáctól, hogy hajtásain egyáltalán nincsenek tüskék.
A levelek 15–25 centiméter hosszúak, szárnyasan összetettek. A levélgerincen 9–15 levélke ül, amelyek tojásdadok, széles ékvállúak, enyhén kihegyesedők. Ez jól megkülönbözteti a pagodafát a hozzá hasonló levelű fehér akáctól, amelynek nem kihegyesedők, hanem lekerekítettek a levélkecsúcsai. Levelének színi oldala sötétzöld, fonákja tompább szürkészöld, a főér alsó szakasza és a levélgerinc gyapjasan szőrös. A levelek ősszel viszonylag sokáig a fán maradnak.
Az 1–1,5 centiméteres, zöldesfehér, illatos virágok alsó szirmai csónakot nem képeznek, mint a többi pillangósvirágú esetében, illetve porzóik is szabad állásúak. Ezek viszonylag ősi sajátosságoknak számítanak a pillangósvirágúak körében. A virágok 15–30 centiméter hosszú, végálló összetett nyílt fürtvirágzatba (bugába) rendeződnek. A bugavirágzatok július–augusztusban fejlődnek ki.
A megporzás után 5–8 centiméteres, 2–6 magvú fel nem nyíló, húsos, cikkelyes, azaz a magvak között befűződő hüvelytermése fejlődik, amely éréskor is zöld színű. Fekete magvait nyálkás felszínű maghéj borítja. A magvak mérgezőek. A hüvelytermések az erősebb fagyok megérkeztéig a fán maradnak.

## Növekedése és életkora
Gyors növekedésű fafaj: a fiatalkori növekedési fázisban 60–80 centiméter évente. 15 éves korára eléri a 10 méteres magasságot és a 25 centiméteres törzsátmérőt (mellmagasságban). Megfelelő körülmények között, védett fekvésben növekedése tartós, és magas kort, illetve nagy méreteket érhet el. Hazánkban előfordulnak 200 évesnél idősebb, 6 méteres törzskerületet meghaladó példányok. Minden évben virágzik, sok termést érlel. Terméseinek beéréséhez hosszú, meleg ősz szükséges. Regenerálódóképessége rendkívül jó, tősarjai erőteljesek.

## Felhasználása

### Gyógyhatása
Hatóanyagai a főleg a kéregben és a magokban megtalálható lektinek, és a virágban lévő illóolaj. Túlzott gyomorsavtermelés ellen használják, a homeopátiában hasmenés, migrén és arcidegzsába kezelésére is alkalmazzák. A lektinek fogyasztása súlyos mérgezéseket is okozhat. A kínai gyógyászat 50 alapvető gyógynövénye között tartják számon, huái (槐), huái shù (槐树) vagy huái huā (槐花) néven. Virágbimbója 10-15% rutint (hibás szóhasználattal P-vitamint) tartalmaz.

### Díszfaként
- S. japonica ‘Violacea’ – mályvaszínű virágok,
- S. japonica ‘Pendula’ – csüngő ágú, 10 m-re nő, és nem vagy csak ritkán virágzik.

## Érdekesség
A Budapesti Fazekas Mihály Gyakorló Általános Iskola és Gimnázium udvarán található egy hatalmas, több száz éves példány.

## Képek

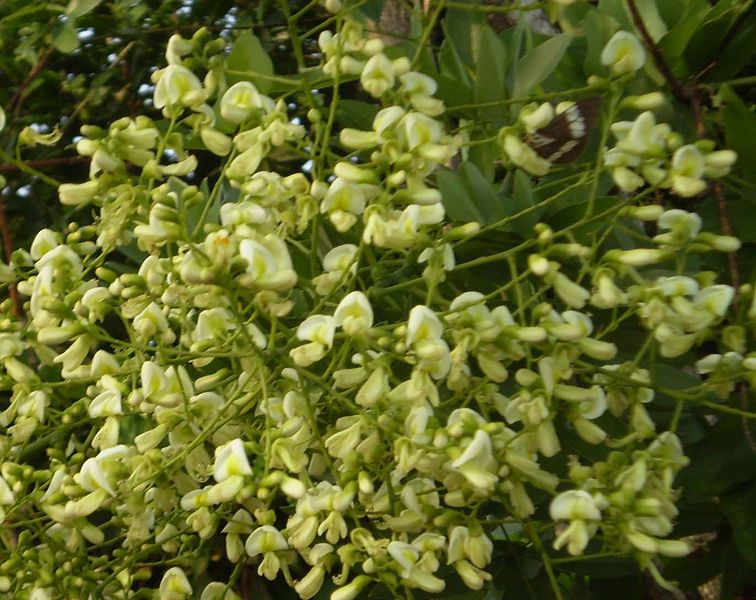
Virágzata
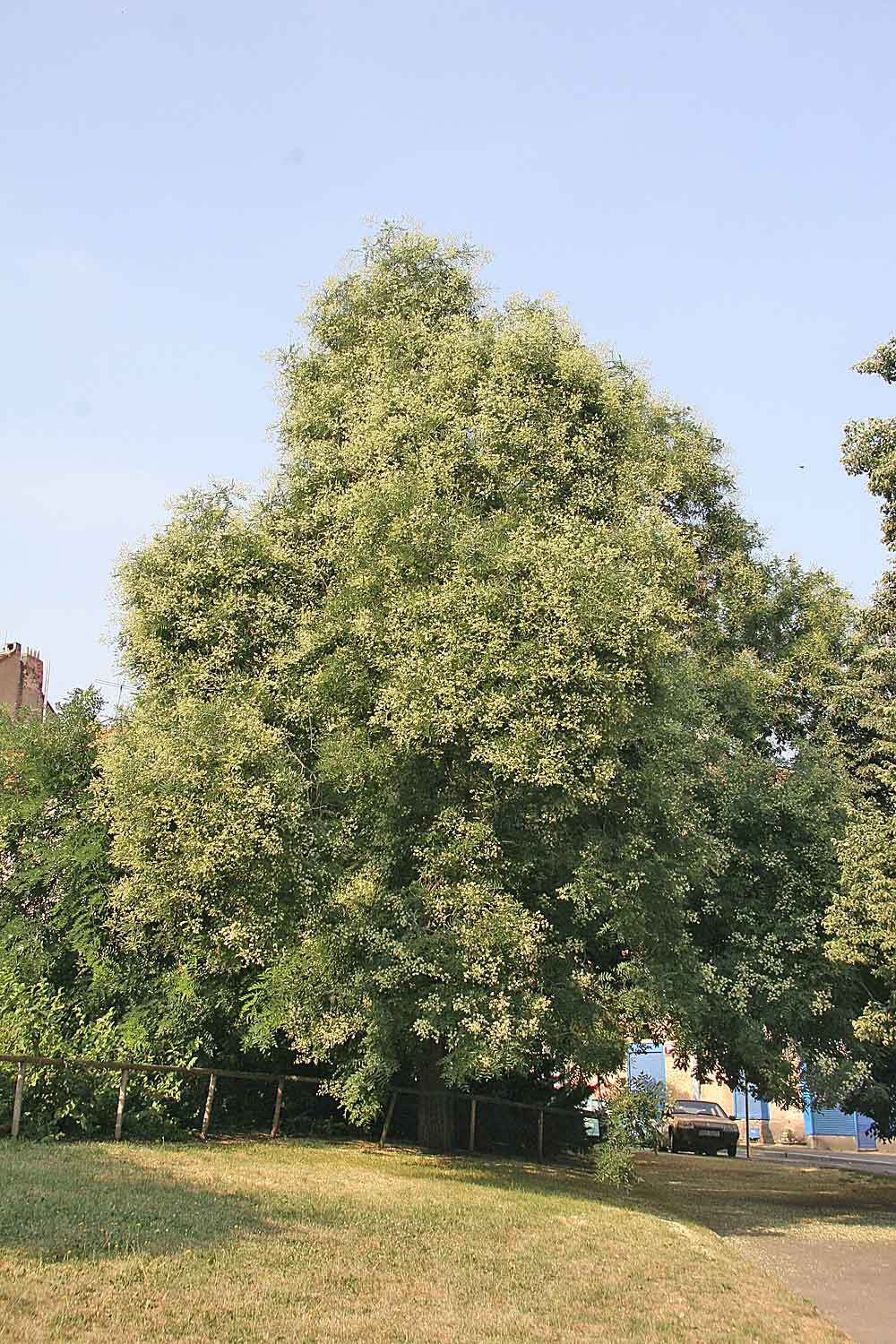
Virágzó példány
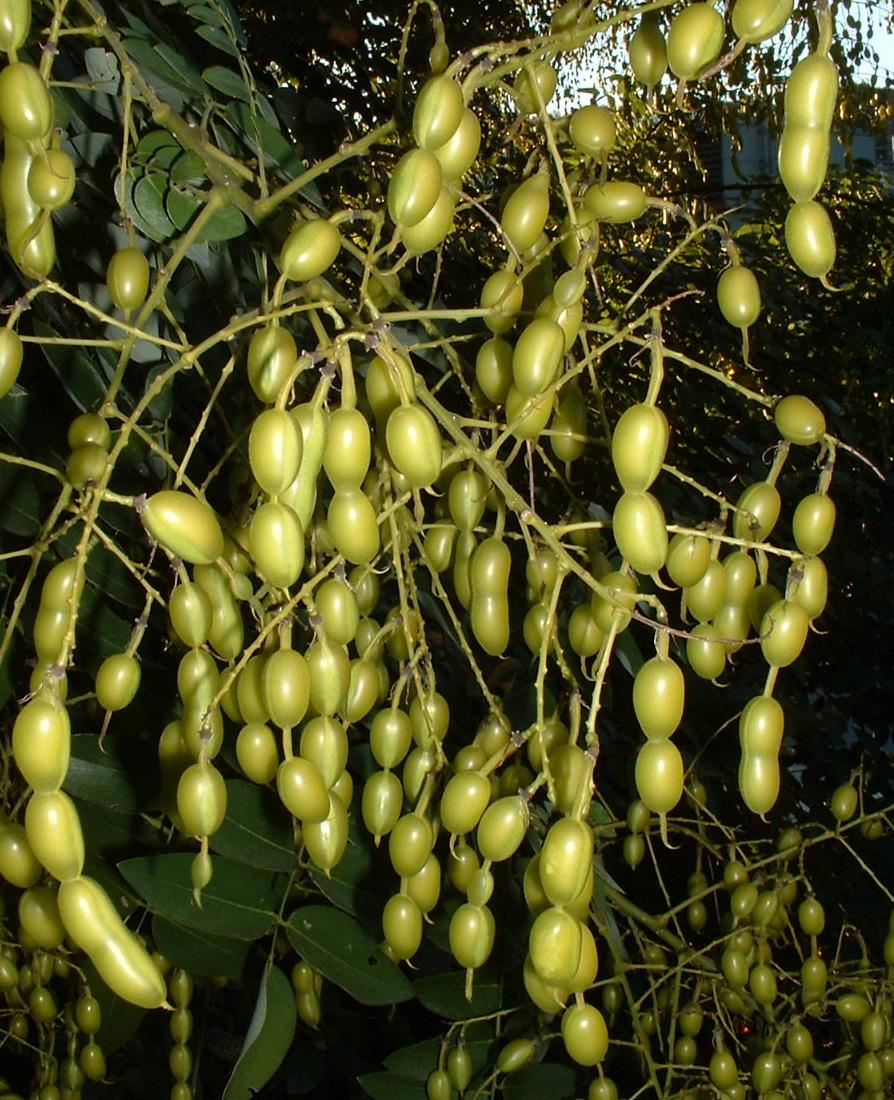
Termései
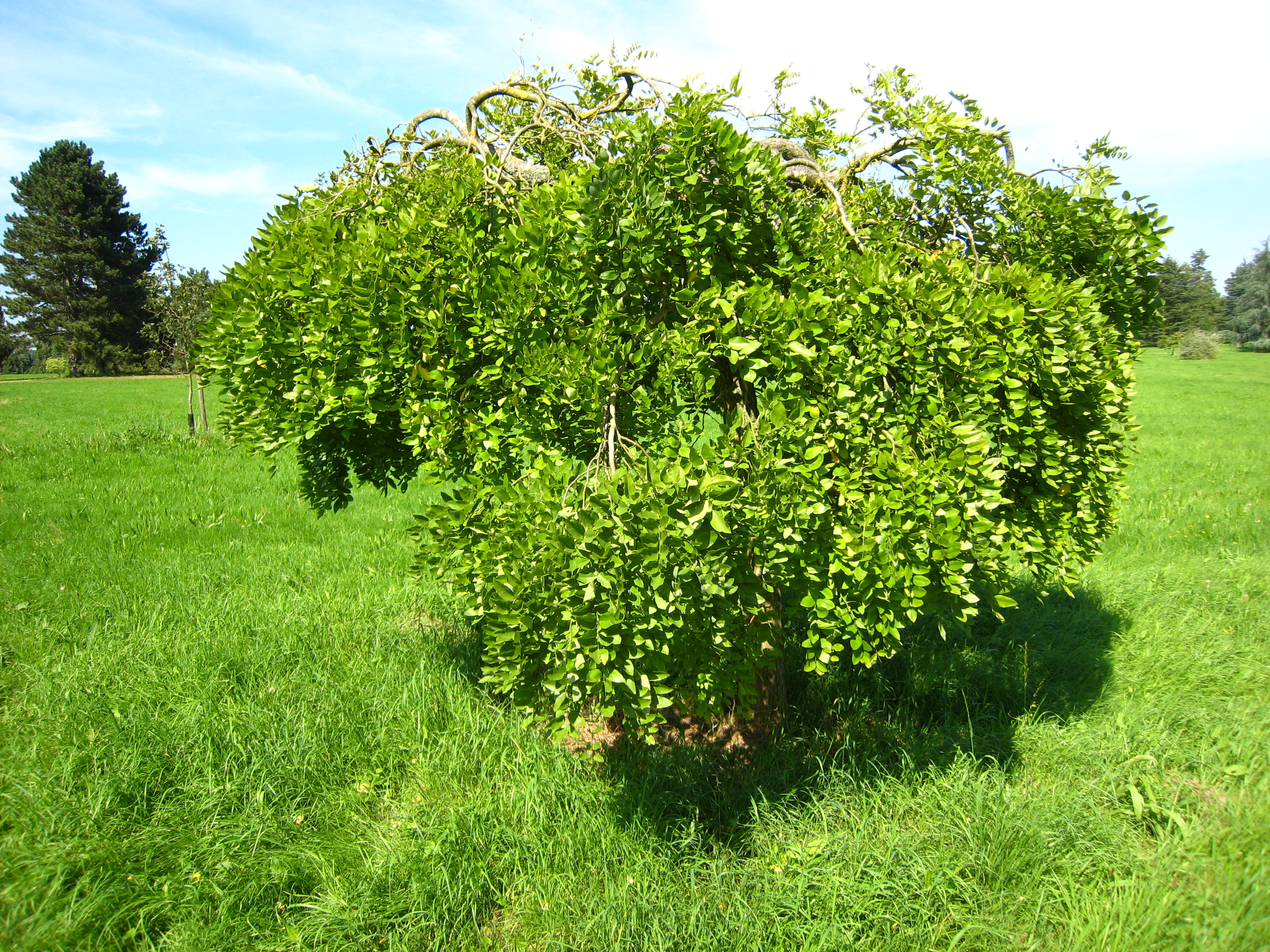
'Pendula' fajta fiatal példánya